# Falenica Letnisko (gmina)
Falenica Letnisko (daw. Letnisko Falenica; od 1951 Józefów) – dawna gmina wiejska istniejąca w latach 1925–1951 w Warszawskiem. Siedzibą gminy była Falenica, początkowo pod nazwą  Falenica-Wille (obecnie jest to część Warszawy).

## Historia
Gmina Falenica Letnisko z siedzibą w Falenicy-Willach powstała 1 stycznia 1925 w powiecie warszawskim w woj. warszawskim z części obszaru gmin:
- Zagóźdź (Falenica-Wille, Józefów, Emilianów, Miedzeszyn-Wille, Zbójna Góra-Radość i Kaczy Dół, ponadto Macierowe Bagno oraz tzw. "Laski-Osady", czyli część lasów dóbr Wilanów, położoną w gminie Zagóźdź);
- Wiązowna (Michalin i Jarosław);
- Karczew (Wille Świderskie);
- Wawer (Anin).

Letnisko Miedzeszyn-Wille podzielono następnie na letnisko Miedzeszyn I i letnisko Miedzeszyn II. Letnisko Falenica-Wille nazywano odtąd po prostu Falenicą. 27 września 1927 nazwę miejscowości Кaczy Dół zmieniono na Międzylesie.
20 października 1933 gminę Letnisko Falenica podzielono na 10 gromad (podano skład gromad):
- Anin – Anin (letn.),
- Falenica – Falenica (letn.),
- Józefów – Emilianów (letn.), Jarosław (letn.) i Józefów (letn.),
- Michalin – Michalin (letn.),
- Miedzeszyn – Miedzeszyn I (letn.) i cz. Karolewa,
- Miedzeszyn Nowy – Miedzeszyn II (letn.),
- Międzylesie – Międzylesie (letn.),
- Radość – Radość-Borków i Radość (letn.),
- Świder – Świder i Świder-Anielin,
- Zbójna Góra – Daków (kol.) i Zbójna Góra (kol.).

1 kwietnia 1939 z gminy Letnisko Falenica wyłączono gromady Anin i Międzylesie, które przyłączono do gminy Wawer. Natomiast do gminy Letnisko Falenica przyłączono:
- większą część znoszonej gminy Zagóźdź – gromady Błota, Borków, Dębinka, Julianów, Miedzeszyn (Wieś), Nowa Wieś, Świdry Małe, Wólka Zerzeńska i Zagóźdź;
- z gminy Wiązowna – gromady Zamlądz, Rycice i częściowo Aleksandrów i Emów.

Po wojnie gmina zachowała przynależność administracyjną.
15 maja 1951 z gminy Falenica Letnisko przyłączono do Warszawy gromady:
- Błota (główna część),
- Borków,
- Falenica (główna część),
- Julianów,
- Miedzeszyn,
- Miedzeszyn Nowy,
- Miedzeszyn Wieś,
- Radość,
- Wólka Zerzeńska,
- Zagóźdź,
- oraz mniejsze części gromad Michalin i Zbójna Góra[6].

Po zmianach tych gmina Falenica Letnisko została zniesiona: siedzibę gminy przeniesiono z Falenicy do Józefowa a jednostkę  przemianowano na gminę Józefów. Składała się ona już tylko z 9 gromad:
- Dębinka,
- Józefów,
- Michalin (główna część) z włączoną do niej mniejszą częścią gromady Falenica[8],
- Nowa Wieś z włączoną do niej mniejszą częścią gromady Błota[8]),
- Rycice,
- Świder,
- Świdry Małe,
- Zamlądz i
- Zbójna Góra (większa, zalesiona część), którą równocześnie włączono do gminy Sulejówek[7].

## Zmiany terytorialne
| Miejscowość                     | 1867-01-13 | 1925-01-01     | 1933-12-09     | 1939-04-01     | 1951-05-15   | 1952-07-01     |
| ------------------------------- | ---------- | -------------- | -------------- | -------------- | ------------ | -------------- |
| Anin                            | Wawer      | Falenica Letn. | Falenica Letn. | Wawer          | Warszawa (m) | Warszawa (m)   |
| Bluszcze                        | Zagóźdź    | Zagóźdź        | Zagóźdź        | Falenica Letn. | Warszawa (m) | Warszawa (m)   |
| Błota                           | Zagóźdź    | Zagóźdź        | Zagóźdź        | Falenica Letn. | Warszawa (m) | Warszawa (m)   |
| Błota, Kolonia                  | Zagóźdź    | Zagóźdź        | Zagóźdź        | Falenica Letn. | Józefów      | Józefów (dz)   |
| Borków                          | Zagóźdź    | Zagóźdź        | Zagóźdź        | Falenica Letn. | Warszawa (m) | Warszawa (m)   |
| Dębinka                         | Zagóźdź    | Zagóźdź        | Zagóźdź        | Falenica Letn. | Józefów      | Józefów (dz)   |
| Emilianów                       | Zagóźdź    | Falenica Letn. | Falenica Letn. | Falenica Letn. | Józefów      | Józefów (dz)   |
| Falenica Stara                  | Zagóźdź    | Zagóźdź        | Zagóźdź        | Falenica Letn. | Warszawa (m) | Warszawa (m)   |
| Falenica-Wille                  | Zagóźdź    | Falenica Letn. | Falenica Letn. | Falenica Letn. | Warszawa (m) | Warszawa (m)   |
| Jarosław                        | Wiązowna   | Falenica Letn. | Falenica Letn. | Falenica Letn. | Józefów      | Józefów (dz)   |
| Józefów                         | Zagóźdź    | Falenica Letn. | Falenica Letn. | Falenica Letn. | Józefów      | Józefów (dz)   |
| Julianów                        | Zagóźdź    | Zagóźdź        | Zagóźdź        | Falenica Letn. | Warszawa (m) | Warszawa (m)   |
| Kaczy Dół (Międzylesie)         | Zagóźdź    | Falenica Letn. | Falenica Letn. | Wawer          | Warszawa (m) | Warszawa (m)   |
| Kuligów                         | Zagóźdź    | Zagóźdź        | Zagóźdź        | Falenica Letn. | Warszawa (m) | Warszawa (m)   |
| Michalin                        | Wiązowna   | Falenica Letn. | Falenica Letn. | Falenica Letn. | Józefów      | Józefów (dz)   |
| Miedzeszyn (Miedzeszyn I)       | Zagóźdź    | Falenica Letn. | Falenica Letn. | Falenica Letn. | Warszawa (m) | Warszawa (m)   |
| Miedzeszyn Nowy (Miedzeszyn II) | Zagóźdź    | Falenica Letn. | Falenica Letn. | Falenica Letn. | Warszawa (m) | Warszawa (m)   |
| Miedzeszyn-Wieś                 | Zagóźdź    | Zagóźdź        | Zagóźdź        | Falenica Letn. | Warszawa (m) | Warszawa (m)   |
| Międzylesie (Kaczy Dół)         | Zagóźdź    | Falenica Letn. | Falenica Letn. | Wawer          | Warszawa (m) | Warszawa (m)   |
| Nowa Wieś                       | Zagóźdź    | Zagóźdź        | Zagóźdź        | Falenica Letn. | Józefów      | Józefów (dz)   |
| Radość                          | Zagóźdź    | Falenica Letn. | Falenica Letn. | Falenica Letn. | Warszawa (m) | Warszawa (m)   |
| Rycice                          | Wiązowna   | Wiązowna       | Wiązowna       | Falenica Letn. | Józefów      | Józefów (dz)   |
| Świder (Wille Świderskie)       | Karczew    | Falenica Letn. | Falenica Letn. | Falenica Letn. | Józefów      | Otwock (m)     |
| Świdry Małe                     | Zagóźdź    | Zagóźdź        | Zagóźdź        | Falenica Letn. | Józefów      | Józefów (dz)   |
| Wólka Zerzeńska                 | Zagóźdź    | Zagóźdź        | Zagóźdź        | Falenica Letn. | Warszawa (m) | Warszawa (m)   |
| Zagóźdź                         | Zagóźdź    | Zagóźdź        | Zagóźdź        | Falenica Letn. | Warszawa (m) | Warszawa (m)   |
| Zamlądz                         | Wiązowna   | Wiązowna       | Wiązowna       | Falenica Letn. | Józefów      | Otwock (m)     |
| Zbójna Góra                     | Zagóźdź    | Falenica Letn. | Falenica Letn. | Falenica Letn. | Warszawa (m) | Warszawa (m)   |
| Zbójna Góra, cz. lesista        | Zagóźdź    | Falenica Letn. | Falenica Letn. | Falenica Letn. | Sulejówek    | Sulejówek (dz) |